# Мінамото но Йоріїе
Мінамото но Йоріїе (11 вересня 1182 — 14 серпня 1204) — 2-й сьогун Камакури з 1202 до 1203 року. Почав володарювати після свого батька Мінамото но Йорітомо у 1199 року. Фактично з цього часу почав керувати сьогунатом. Проте усі заходи щодо вступу на посаду сьогуна відбулися тільки у 1202 році. Із самого початку Йорііе було втягнуто у внутрішні чвари роду Мінамото. До того ж впливати на прийняття державних рішень намагалася мати нового сьогуна — Ходзьо Масако. До всього Йорііе важко захворів. Скориставшись цим його взяли у 1203 році під домашній арешт, а владу сьогуна передали молодшому братові — Мінамото но Санетомо. Врешті-решт у 1204 році Йорііе за наказом його матері було вбито.